# Eric Campbell (actor)
Eric Campbell  (n. 26 aprilie 1880, Sale, Anglia, Regatul Unit al Marii Britanii și Irlandei – d. 20 decembrie 1917, Los Angeles, California, SUA) este un actor englez din epoca filmului mut.  A fost un membru cheie al echipei lui Charlie Chaplin, cu roluri de indivizi care intimidează pe ceilalți. A apărut în 11 filme ale lui Chaplin înainte de a fi ucis într-un accident de mașină la 37 de ani. Este subiectul unui documentar al regizorului și producătorului Kevin Macdonald.

## Biografie
S-a considerat inițial că Eric Campbell s-a născut în Scoția în Dunoon, dar acum se crede că s-a născut în Cheshire, Anglia.  Multe surse indică anul nașterii ca fiind 1879, dar data nașterii unui anume Alfred Eric Campbell este înregistrată în Altrincham ca fiind aprilie–iunie 1880; nicio naștere cu numele său nu apare în Cheshire în 1879.

## Filmografie

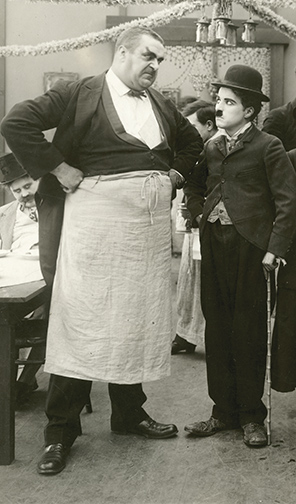
Cu Charlie Chaplin în The Immigrant (1917)

| An   | Film                                 | Rol                       | Note  |
| ---- | ------------------------------------ | ------------------------- | ----- |
| 1916 | The Floorwalker                      | Store manager             |       |
| 1916 | The Fireman                          | Foreman of the Brigade    |       |
| 1916 | The Vagabond                         | Gypsy Chieftain           |       |
| 1916 | The Count                            | A Tailor                  |       |
| 1916 | The Pawnshop                         | Burglar                   |       |
| 1916 | Behind the Screen                    | Goliath (a stagehand)     |       |
| 1916 | The Rink                             | Mr. Stout, Edna's Admirer |       |
| 1917 | Easy Street                          | The Bully                 |       |
| 1917 | The Cure                             | Man with gout             |       |
| 1917 | The Immigrant                        | The head waiter           |       |
| 1917 | The Adventurer                       | The Suitor                |       |
| 1918 | How To Make Movies (Unreleased Film) | Golfer                    | [ 6 ] |

## Legături externe
- Eric Campbell la Internet Movie Database

## Vezi și
- Listă de actori englezi
- Listă de actori britanici